# Бодлеризам
Бодлеризам (франц. Baudelaireisme) је песничко осећање пркоса и револта, названо по француском песнику Шарлу Бодлеру (франц. Charles Pierre Baudelaire; Париз, 9. април 1821 — 31. август 1867), настало из доживљаја човекове заточености у свету бесмисла, ништавила и зла.

## Бодлеризам као душевно расположење
Шарл Бодлер је стварао средином 19. века, и претеча симболизма, наговестио је теме и расположења које ће постати доминантне код песника парнасизма и модерне француској и европској књижевности с краја 19. и почетком 20. века. У свом очајном тражењу смисла постојања и места у свету, песник спознаје да је проклет, кида веза са околином и друштвом, које га не разуме и не прихвата. То  душевно расположење испољава се у доживљају беде човековог постојања, окрутности искушења и крхкости наде. Песник тежи за бескрајем и апсолутом, песник се судара се са природом која је затворени циклус који тече уређен својим законима, који су дати и постоје мимо воље и жеље било ког појединца. Песник ствара и пише о својим сусретима са ругобом и проклетством, а из тих сусрета настаје цвеће поезије.

## Бодлеризам и стваралачки занос
Песник бежи од мучне стварности тако што велича идеале честитог, истинског и лепог. Стваралачки занос и тежња ка етеричним сферама чисте поезије су вид бежања од стварности која гуши и ограничава, о томе је певао у песми „Албатрос”. Једино се стварањем уметничког дела зло, патња и проклетство могу претворити у чисте и трајне форме лепоте.

## Бодлеризам – песничке теме
Проклетство и одбаченост су у основи Бодлерове људске драме, а лични сукоби и понори су темељна начела његове песничке визије. Бодлерове песме носе протест и циничну исповест уклетог песника, како су га звали, који се, презрен и осамљен затвара, остаје предан своме болу који успева да преточи у стих, форму, звук, то јест - саму лепоту.
Лепота као етички идеал – величање лепоте је један од начина песничковог бекства од беде и прозаичности света, лепота је та која отвара просторе бескраја и слободе, она прекорачује границе времена и патње и осмишљава егзистенцију у свету отуђености и бола.
Бодлер се ослања и на романтичарски мит о Прометеју, који је симбол побуне и свесне жртве и страдања за виши и племенити циљ.
Тема путовања као бекства јавља се као идеја о имагинарном бекству из стварности, о тежњи ка хармоничној подударности идеала и стварности, то је пут по пределима душе, бескрајима патње и самоанализирања.
Обрачун са наличјем велеграда је још једна велика тема (циклус песама „Париске слике“), пева о беди, пороцима, лажним насладама у „вештачким рајевима“, траумама урбаног човека на маргини друштва, усамљености.
Важна је и тема бола и тежња ка његовом превазилажењу у уметности и љубави према лепом.
Љубав, побуна и смрт такође су значајне теме Бодлера и бодлеризма. Бодлерова љубав је представљена или као казна и стални извор зла или као афективни елан у којем се чулне сензације претварају у имагинарне симболе и чисте поетске слике. Побуна започиње богохуљењем из очаја у коме прекомерност патње доводи у питање смисао трпљења и доброту Божију. Песник је изгубио наду, упамтио је само увреде и разочарења, занос који га је у почетку водио, претворио се у обичну варку. Смрт Бодлер је не види ни као утеху ни као коначни спас очајног и презреног човека, већ као потпуно ништавило, крај свега, и патњи и мука.

## Бодлеризам као песничка поетика
Бодлеризам је својеврсна песничка поетика која је настала по угледу на француског песника Шарла Бодлера. У збирци песама „Цвеће зла“ (1857) и многим есејима Бодлер износи ставове који постају главна обележја бодлеризма – модеран песник је растрзан истовремено тежњом ка Богу и Сатани, песникова друштвена неприлагођеност чини га отуђеним од породице и друштва, он је бунтовник. Свест о ништавилу човековог постојања у свеопштем бесмислу и злу узрокује меланхолију и очајање (сплин), а песникови покушаји да избегне проклетство своје егзистенције, кроз различите видове бекства (од уметности до „вештачких рајева“), остају без успеха, те се смрт јавља као једини излаз.
Бодлеров песнички опус представља својеврсну спону између романтизма и модерне поезије, а његов утицај је био до те мере пресудан да бодлеризам представља једно од главних обележја модерне лирике.